# Posebna nagrada žirija (Sarajevski filmski festival)
Posebna nagrada žirija (Sarajevski filmski festival) je nagrada koja se daje na Sarajevskom filmskom festivalu. Smatra se kao nagrada za drugo mjesto nakon glavne nagrade, Srce Sarajeva. Dodjeljuje se u dvije kategorije: igrani film i dokumentarni film. Posebnu nagradu žirija za igrani film pruža Agnès B., prijateljica i dugogodišnji pokrovitelj Sarajevskog filmskog festivala.

## Dobitnici nagrade

### Igrani film
| Godina | Film                             | Izvorni naslov                       | Redatelj(i)            | Državljanstvo       |
| ------ | -------------------------------- | ------------------------------------ | ---------------------- | ------------------- |
| 2003.  | Rezervni dijelovi                | Rezervni deli                        | Damjan Kozole          | Slovenija           |
| 2004.  | Ta divna splitska noć            | Ta divna splitska noć                | Arsen Anton Ostojić    | Hrvatska            |
| 2005.  | Kukumi                           | Kukumi                               | Isa Qosja              | Kosovo              |
| 2006.  | Mama i tata                      | Mama i tata                          | Faruk Lončarević       | Bosna i Hercegovina |
| 2007.  | Ja sam iz Titovog Velesa         | Jas sum od Titov Veles               | Teona Strugar-Mitevska | Sjeverna Makedonija |
| 2008.  | Mart                             | März                                 | Klaus Händl            | Austrija            |
| 2009.  | Očnjak                           | Kynodontas                           | Yorgos Lanthimos       | Grčka               |
| 2010.  | Nježni sin: Projekt Frankenstein | Szelíd teremtés: A Frankenstein-terv | Kornél Mundruczó       | Mađarska            |
| 2011.  | Avé                              | Avé                                  | Konstantin Bojanov     | Bugarska            |
| 2012.  | Iza brda                         | Tepenin Ardı                         | Emin Alper             | Turska              |
| 2013.  | Odbrana i zaštita                | Obrana i zaštita                     | Bobo Jelčić            | Hrvatska            |
| 2014.  | Nevjeste                         | Patardzlebi                          | Tinatin Kajrishvili    | Gruzija             |
| 2015.  | Saulov sin                       | Saul fia                             | László Nemes           | Mađarska            |
| 2016.  | Bezbožnica                       | Bezbog                               | Ralitza Petrova        | Bugarska            |

### Dokumentarni film
| Godina | Film                   | Originalni naslov      | Režiser(i)              | Državljanstvo       |
| ------ | ---------------------- | ---------------------- | ----------------------- | ------------------- |
| 2013.  | Čistači                | The Cleaners           | Konstantinos Georgousis | Grčka               |
| 2014.  | Presuda u Mađarskoj    | Judgement in Hungary   | Eszter Hajdu            | Mađarska            |
| 2015.  | Tititá                 | Tititá                 | Tamás Almási            | Mađarska            |
| 2016.  | Scream for me Sarajevo | Scream for me Sarajevo | Tarik Hodžić            | Bosna i Hercegovina |

## Više informacija
- Sarajevski filmski festival
- Srce Sarajeva
- Nagrada za ljudska prava

## Vanjske poveznice
- Službeni sajt
- Sarajevo Film Festival na IMDb-u